# スヴェル
スヴェル（古ノルド語: Svǫl, 「冷やすもの」の意）あるいはスヴァリン（古ノルド語: Svalin, Svalinn）とは、北欧神話に登場する楯である。『グリームニルの言葉』第38スタンザで言及されている。
| Svalinn heitir, hann stendr solo fyr, scioldr, scinanda goði; biorg oc brim ec veit at brenna scolo, ef hann fellr ifrá. | スヴァリン（＝スヴェル）と呼ばれしは 太陽の前に立ちし物、 輝く神の前に立つ楯。 山も波も 燃え上がるであろうと私は知っている、 もしその楯がそこから落ちてしまえば。 |
| （ソーフス・ブッゲ『Norrœn Fornkvæði』（1867年）「Grímnismál」より引用。太字強調は引用者による）                         | |